# Монако на Олімпійських іграх
Олімпійський рух в Монако почався ще до Першої світової війни. 1907 року був створений Олімпійський комітет Монако. Цього ж році його статус підтвердив Міжнародний олімпійський комітет.

## Участь
Монако виступає активним учасником олімпійського руху. 1927 і 1993 роках в Монте-Карло відбулися щорічні сесії МОК. Чотири представника країни були членами МОК: граф Альбер Готьє-Віньяль (з 1908 по 1939 роки), князь Реньє III (з 1949 до 2005 року), його батько П'єр де Поліньяк (1950–1964), князь Альбер II (з 1994 року по теперішній час).
Спортсмени з Монако почали брати участь в літніх Олімпіадах з 1920 року. З цього часу країна брала участь практично у всіх олімпіадах, крім 1932 і 1956 років і Олімпіади 1980 року в Москві. З 1984 року Монако бере участь у всіх зимових Олімпіадах.

## Медальний залік
Досі спортсмени з Монако не вигравали жодної медалі на Олімпіадах. На даний момент Монако є країною, яка не виграла жодної нагороди, взявши участь в найбільшій кількості Олімпіад.